# Delias clathrata
Delias clathrata är en fjärilsart som beskrevs av Rothschild 1904. Delias clathrata ingår i släktet Delias och familjen vitfjärilar. Inga underarter finns listade i Catalogue of Life.